# 鶴御崎

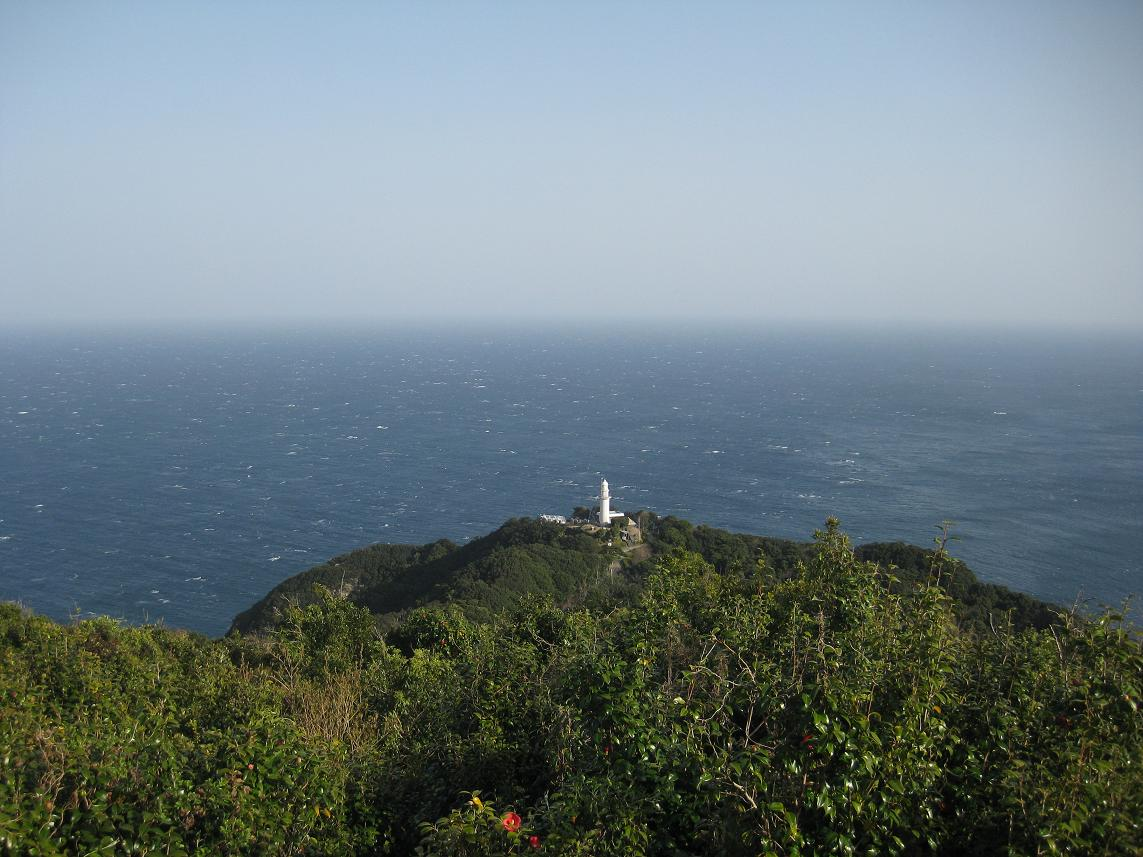
鶴御崎（パノラマ展望ブリッジからの眺め）

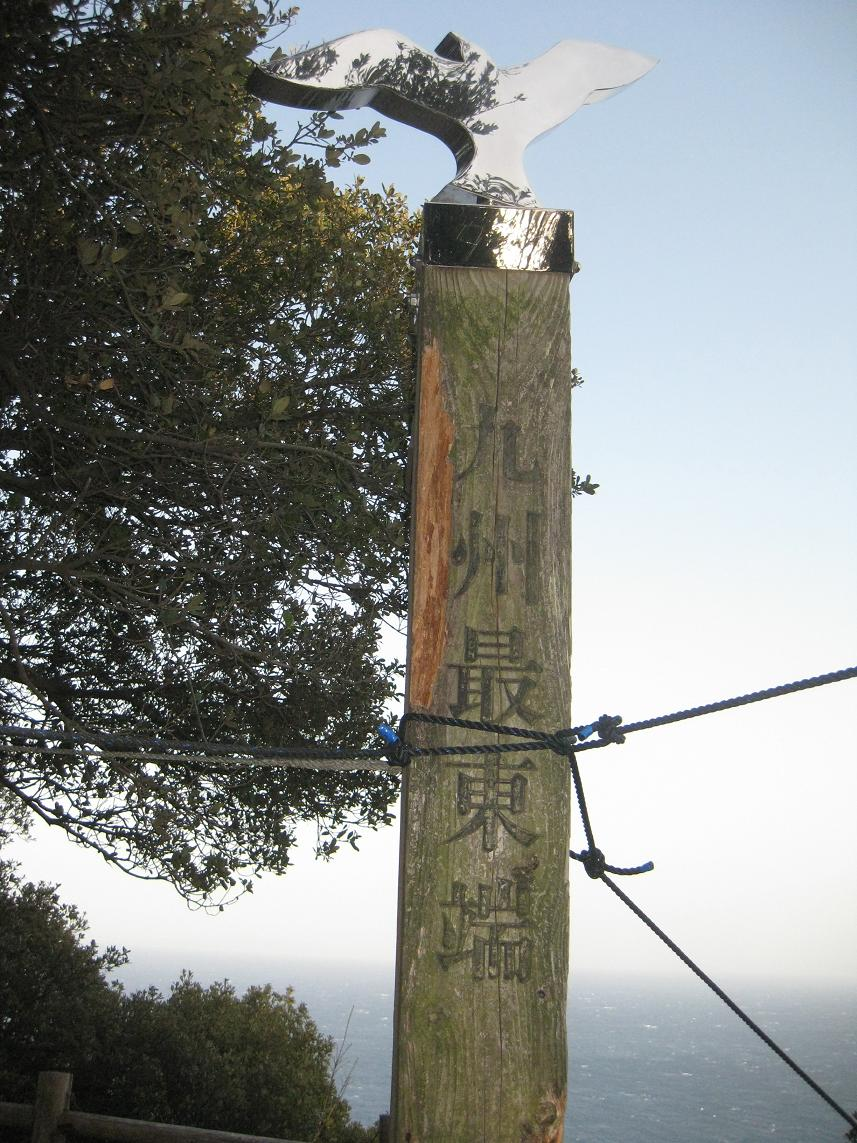
九州最東端の木碑

鶴御崎（つるみさき、つるみざき）は、大分県佐伯市の鶴見半島の先端部にある九州最東端の岬。大分県の東端に位置する。日豊海岸国定公園の一部となっている。

## 概要
先端部は50mから200mの高さを持つ海食崖がみられる。海食崖上はミュージアムパーク鶴御崎として整備されており、世界のつばき園やパノラマ展望ブリッジ等が設けられている。高台にあるパノラマ展望ブリッジからは、鶴御埼灯台を眼下に見おろし、その先に広がる豊後水道を見渡す絶景を望むことができる。
豊後水道の入口に位置することから、1926年（大正15年）から豊予要塞の一部として一帯が要塞化され、現在でも砲台跡等の遺構が数多く残っている。
鶴御崎の北側には約600mの元の間海峡を挟んで大島が浮かんでいる。元の間海峡には、大潮の時には2mもの潮目（段差）が生じ、その様子は段々展望所から望むことができる。
さらに、豊後水道の沖合には水ノ子島灯台で有名な水ノ子島が浮かぶ。鶴御崎の近くにある水ノ子島灯台の吏員退息所は登録有形文化財に登録され、「豊後水道海事博物館」及び「渡り鳥館」となっている。
鶴御崎は、演歌歌手・鳥羽一郎の歌唱する『男の港』（1986年、作詞：穂積淳、結城忍、作曲：中村典正）の舞台としても知られている。この曲は、当時の鶴見町観光協会からの依頼で書かれたものである。鳥羽の『男の港』の累計売上は70万枚を超える。
鶴御崎灯台までの道路は陸上自衛隊の第4施設大隊により建設されており、灯台付近の開通記念碑に記されている。

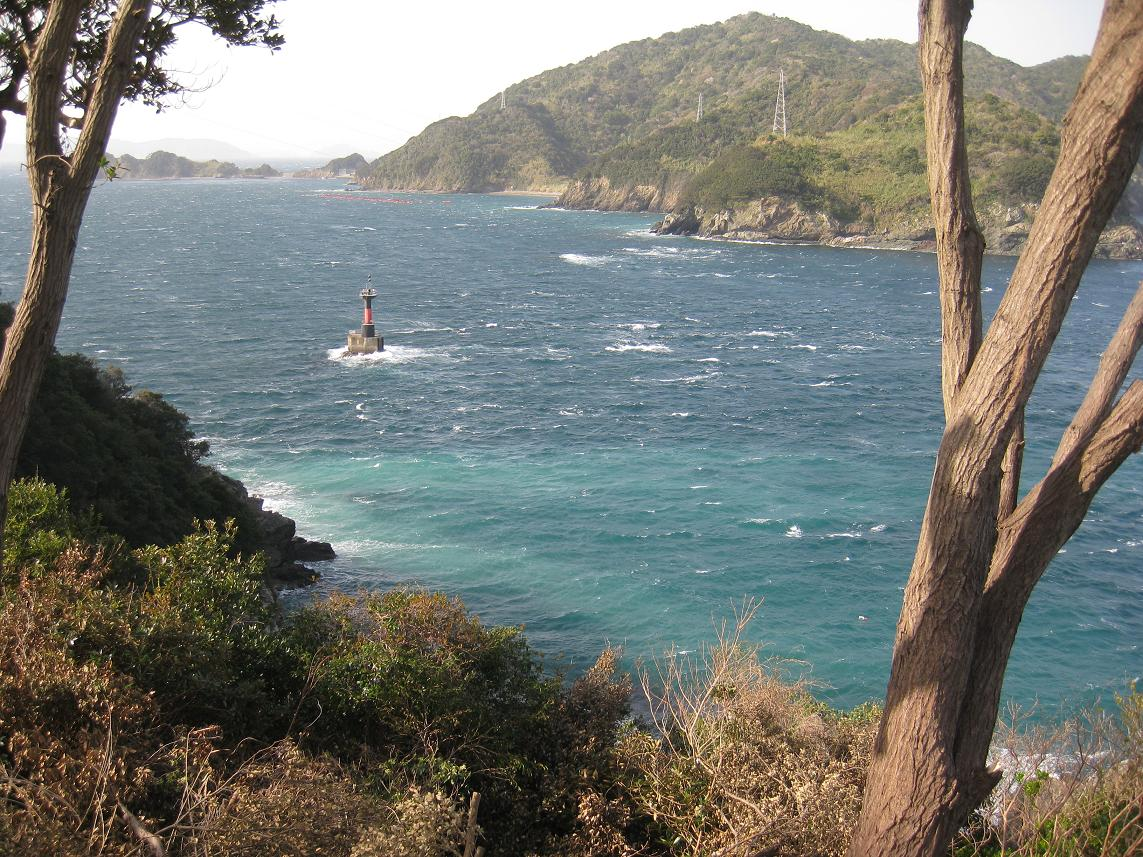
元の間海峡
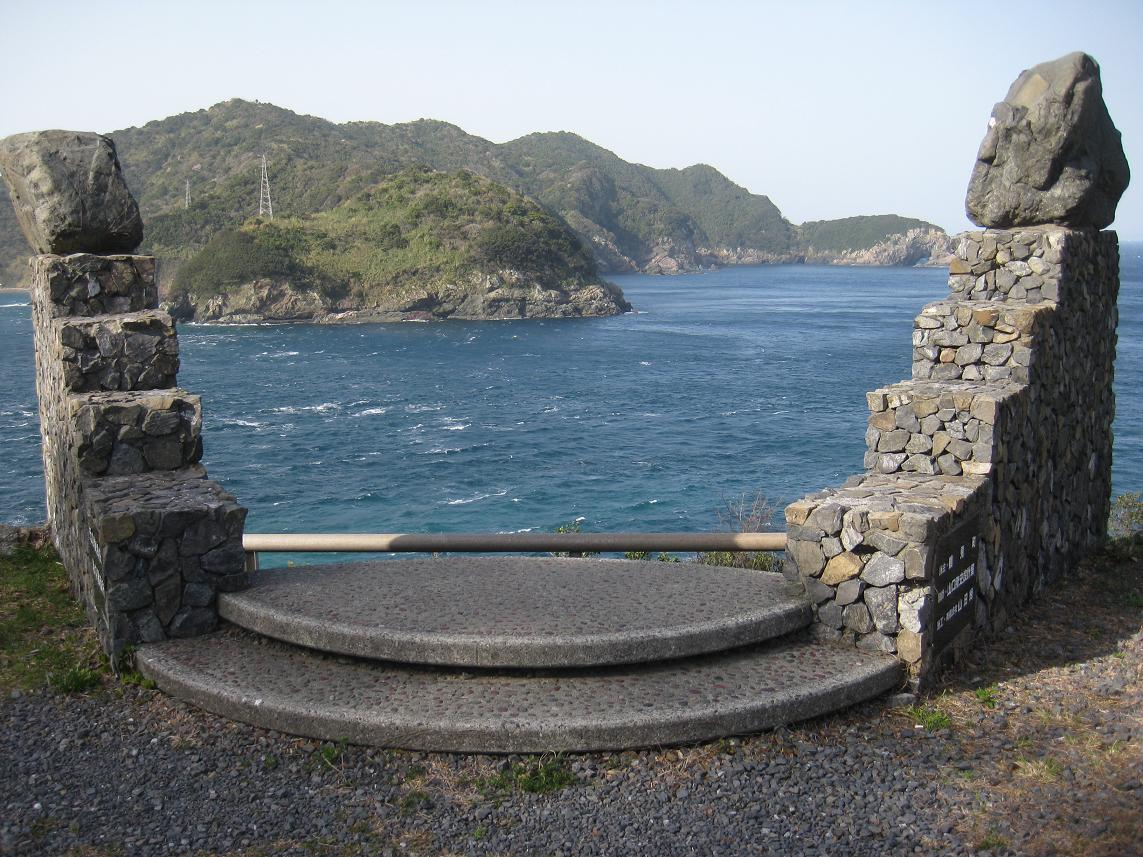
段々展望所
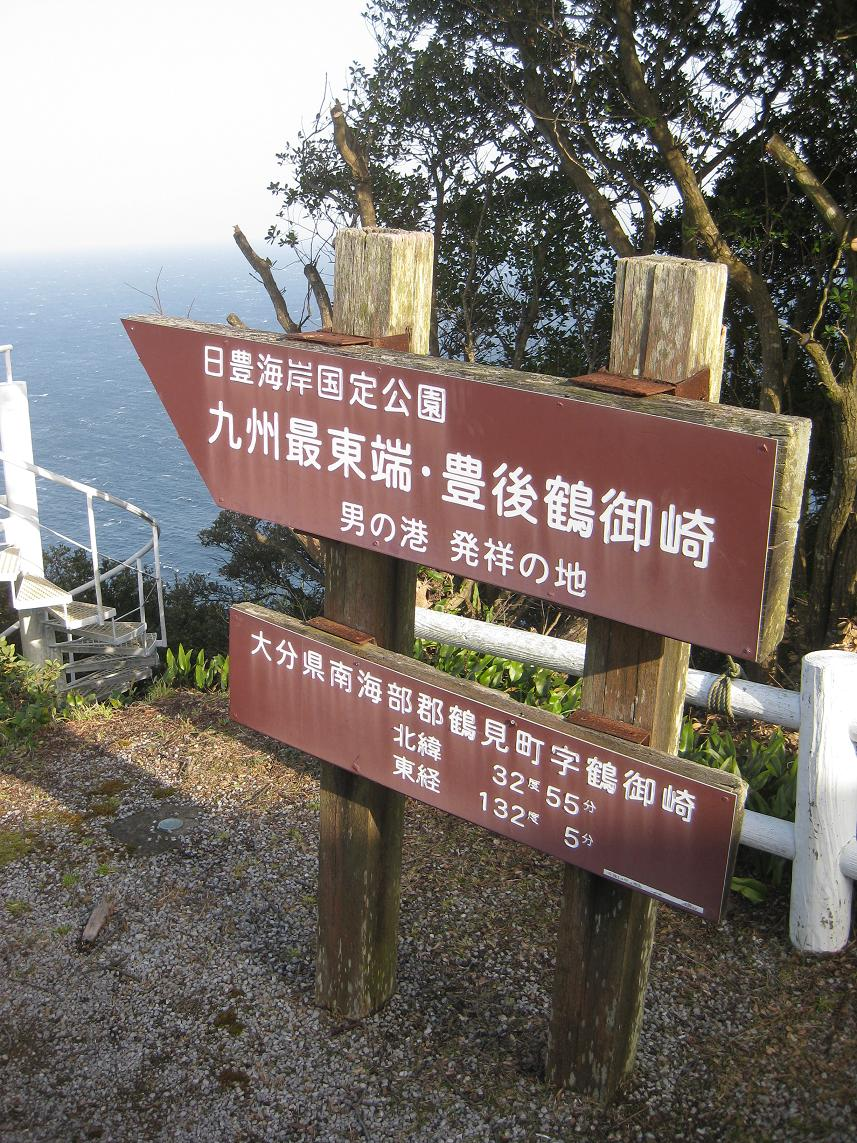
『男の港』看板

## 鶴御埼灯台

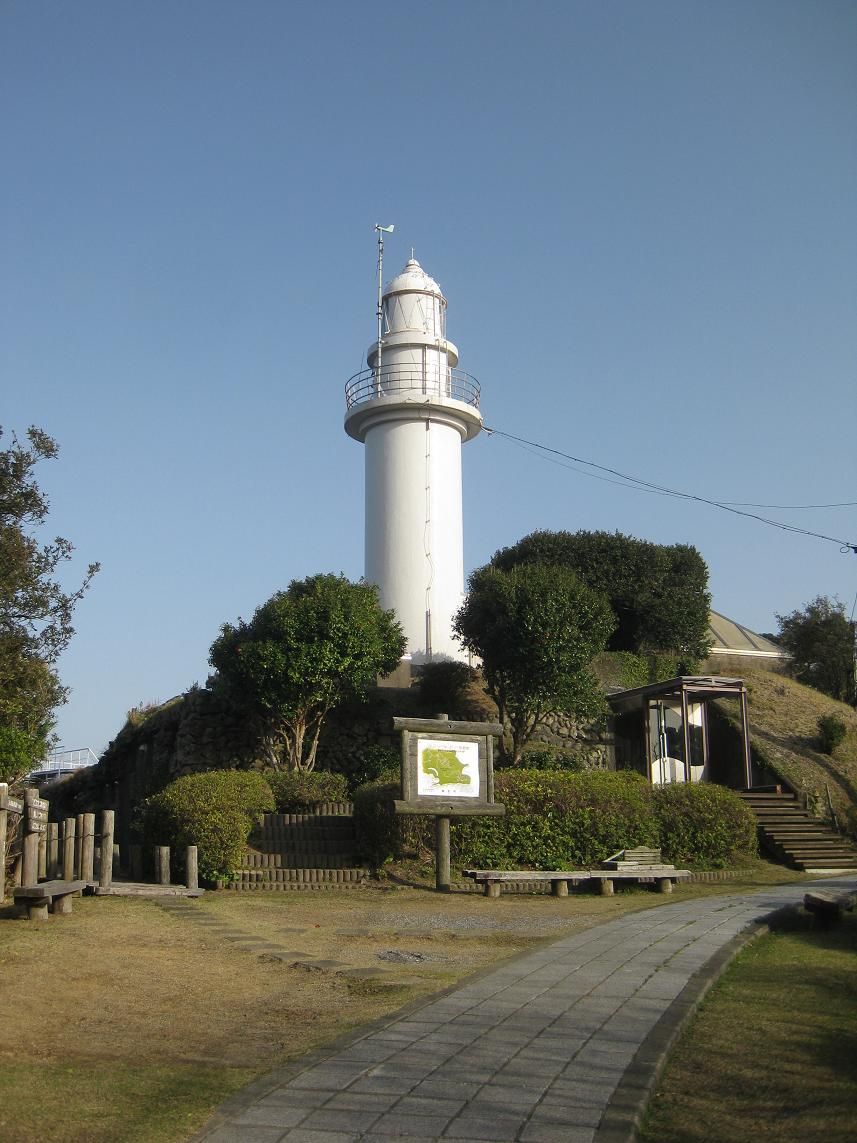
鶴御崎灯台

海抜約200mの絶壁に立つ九州本土最東端の灯台。鶴見崎砲台跡地に建てられている。